# ایستگاه چینگبو
ایستگاه چینگبو (به لاتین: Qingbu station) یکی از ایستگاه‌های متروی گوانگ‌ژو است.